# 費廣
費廣（？—？），字孟博，四川重慶府合州人，明朝政治人物。

## 生平
治《易經》。景泰元年（1450年）庚午科四川鄉試第一名舉人。景泰五年（1454年）甲戌科進士。曾任监察御史。天顺二年（1458年）上疏弹劾石亨，贬江西永宁县知县，转贵池县，卒于官。

## 著作
工诗能文，有《约斋集》。

## 家族
曾祖費壽之；祖費文授；父費友德；母郭氏；前母王氏。具慶下，妻劉氏，繼妻曹氏。行一。